# Bute (Schotland)
Bute, ook Isle of Bute genoemd, (in het Schots-Gaelisch Eilean Bhòid) is een Brits eiland, gelegen in de Firth of Clyde ten noorden van Arran. Het eiland maakt deel uit van het raadsgebied Argyll and Bute. De grootste plaats op het eiland is Rothesay.
Bute heeft een veerbootverbinding vanuit Rothesay met Wemyss Bay op het vasteland in het oosten en van Rhubodach met Colintraive op het vasteland in het noorden.

## Bezienswaardigheden
- Mount Stuart House
- Rothesay Castle
- St Blane's Church